# يورغن بيكر
يورغن بيكر (بالألمانية: Jürgen Becker)‏ (و. 1959  م) هو مؤلف، وكاتب ألماني، ولد في كولونيا.

## وصلات خارجية
- يورغن بيكر على موقع IMDb (الإنجليزية)
- يورغن بيكر على موقع مونزينجر (الألمانية)
- يورغن بيكر على موقع ألو سيني (الفرنسية)
- يورغن بيكر على موقع ميوزك برينز (الإنجليزية)
- يورغن بيكر على موقع ديسكوغز (الإنجليزية)
- يورغن بيكر على موقع قاعدة بيانات الفيلم (الإنجليزية)

- يورغن بيكر في قاعدة بيانات الأفلام على الإنترنت